# Temporada 2016 del Campeonato Mundial de Rally
La temporada 2016 fue la edición 44.ª del Campeonato Mundial de Rally. Comenzó el 22 de enero, con el Rally de Montecarlo, y finalizó el 20 de noviembre, con el Rally de Australia. Por cuarto año consecutivo, el certamen contó con sus campeonatos complementarios: WRC 2, WRC 3 y Mundial Junior.

## Calendario
El calendario fue anunciado en noviembre de 2015 por la FIA. La temporada mantuvo los mismos rallys de la temporada 2015 con la novedad de la incorporación del Rally de China, prueba que solo había estado en el año 1999. El campeonato disputó las catorce rondas en Europa, Norte y Sudamérica, Asia y Australia.
| N.º | Fecha                         | Rally                 | Superficie | Resultados |
| --- | ----------------------------- | --------------------- | ---------- | ---------- |
| 1   | 22-24 de enero                | Rally de Montecarlo   | Mixto      | Resultados |
| 2   | 12-14 de febrero              | Rally de Suecia       | Nieve      | Resultados |
| 3   | 4-6 de marzo                  | Rally de México       | Tierra     | Resultados |
| 4   | 22-24 de abril                | Rally de Argentina    | Tierra     | Resultados |
| 5   | 20-22 de mayo                 | Rally de Portugal     | Tierra     | Resultados |
| 6   | 10-12 de junio                | Rally de Italia       | Tierra     | Resultados |
| 7   | 1-3 de julio                  | Rally de Polonia      | Tierra     | Resultados |
| 8   | 29-31 de julio                | Rally de Finlandia    | Tierra     | Resultados |
| 9   | 19-21 de agosto               | Rally de Alemania     | Asfalto    | Resultados |
| 10  | 9-11 de septiembre            | Rally de China        | Asfalto    | Cancelado  |
| 11  | 30 de septiembre-2 de octubre | Rally de Francia      | Asfalto    | Resultados |
| 12  | 14-16 de octubre              | Rally de España       | Mixto      | Resultados |
| 13  | 28-30 de octubre              | Rally de Gran Bretaña | Tierra     | Resultados |
| 14  | 18-20 de noviembre            | Rally de Australia    | Tierra     | Resultados |

## Cambios y novedades

### Cambios del calendario
- El Rally Australia será movido de su fecha de septiembre a noviembre para convertirse en la ronda final del campeonato.
- El calendario se ampliará a catorce rondas en 2016, con la inclusión del Rally de China diecisiete años después de su única aparición como una prueba del WRC.

### Cambios en los equipos
- Citroën se retirará de la temporada de 2016 con el fin de centrarse en el desarrollo de su nuevo coche para los cambios del nuevo reglamento para la temporada de 2017.[1] Sin embargo, el equipo se mantendrá en algunos rally con el Citroën DS3 WRC con que seguirán usando para esta temporada .[2] Citroën anteriormente ya hizo esto en la temporada de 2006 cuando el Xsara WRC llegó al final de su vida útil con el fin de centrarse en el desarrollo de reemplazo del Xsara, el C4 WRC.
- Después de estar en el WRC y en WRC-2 en algunos rallys en 2013 y en 2015, el equipo DMACK disputará la temporada completa en 2016 como un equipo fabricante.[3] El equipo disputará con los Ford Fiesta RS WRCs construidos y preparados por el equipo M-Sport.

### Cambios de pilotos
- Elfyn Evans es despedido de M-Sport World Rally Team a favor de Mads Østberg y de Eric Camilli. Sin embargo, él quiere quedarse con el equipo para la próxima temporada , compitiendo en la WRC 2 con el nuevo Ford Fiesta R5.[4][5]
- Mads Østberg dejara Citroën para vover al M-Sport World Rally Team, donde estuvo en 2013. Él se asociara con Toyota como piloto de pruebas con Eric Camilli,[6] que hará su debut en el Campeonato del Mundo de Rallyes después de competir parcialmente en el WRC 2 en 2015.
- Después de competir parcialmente Hyundai en 2015, Hayden Paddon fue ascendido para hacer la temporada completa de 2016.[7][8] Mientras el piloto de desarrollo de Hyundai Kevin Abbring se quedara con el asiento de Paddon hacer apariciones regulares para el equipo Hyundai Motorsport N , ampliando su temporada de cuatro rally de 2015.[9]
- Ott Tänak dejara M-Sport World Rally Team y volverá al equipo DMACK World Rally Team,[3] donde condujo en algunos rallys en 2014

## Equipos
Los siguientes equipos y pilotos están programados para competir en el Campeonato Mundial de Rally en la temporada 2016 :

### Registrados
| Volkswagen (Volkswagen Polo R WRC) | Volkswagen Motorsport       | M  | 1  | Sébastien Ogier    | Julien Ingrassia   | 1–7    |
| Volkswagen (Volkswagen Polo R WRC) | Volkswagen Motorsport       | M  | 2  | Jari-Matti Latvala | Miikka Anttila     | 1–7    |
| Volkswagen (Volkswagen Polo R WRC) | Volkswagen Motorsport II    | M  | 9  | Andreas Mikkelsen  | Anders Jæger       | 1–7    |
| Hyundai (Hyundai i20 WRC)          | Hyundai Motorsport          | M  | 3  | Thierry Neuville   | Nicolas Gilsoul    | 1–4, 7 |
| Hyundai (Hyundai i20 WRC)          | Hyundai Motorsport          | M  | 3  | Hayden Paddon      | John Kennard       | 5–6    |
| Hyundai (Hyundai i20 WRC)          | Hyundai Motorsport          | M  | 4  | Dani Sordo         | Marc Martí         | 1, 3–6 |
| Hyundai (Hyundai i20 WRC)          | Hyundai Motorsport          | M  | 4  | Hayden Paddon      | John Kennard       | 2, 7   |
| Hyundai (Hyundai i20 WRC)          | Hyundai Motorsport N        | M  | 10 | Hayden Paddon      | John Kennard       | 1      |
| Hyundai (Hyundai i20 WRC)          | Hyundai Motorsport N        | M  | 10 | Kevin Abbring      | Sebastian Marshall | 5–6    |
| Hyundai (Hyundai i20 WRC)          | Hyundai Motorsport N        | M  | 10 | Dani Sordo         | Marc Martí         | 7      |
| Hyundai (Hyundai i20 WRC)          | Hyundai Motorsport N        | M  | 20 | Dani Sordo         | Marc Martí         | 2      |
| Hyundai (Hyundai i20 WRC)          | Hyundai Motorsport N        | M  | 20 | Hayden Paddon      | John Kennard       | 3–4    |
| Hyundai (Hyundai i20 WRC)          | Hyundai Motorsport N        | M  | 20 | Thierry Neuville   | Nicolas Gilsoul    | 5–6    |
| M-Sport (Ford Fiesta RS WRC)       | M-Sport World Rally Team    | M  | 5  | Mads Østberg       | Ola Fløene         | 1–7    |
| M-Sport (Ford Fiesta RS WRC)       | M-Sport World Rally Team    | M  | 6  | Eric Camilli       | Nicolas Klinger    | 1–2    |
| M-Sport (Ford Fiesta RS WRC)       | M-Sport World Rally Team    | M  | 6  | Eric Camilli       | Benjamin Veillas   | 3–7    |
| M-Sport (Ford Fiesta RS WRC)       | DMACK World Rally Team      | DM | 12 | Ott Tänak          | Raigo Mõlder       | 1–7    |
| M-Sport (Ford Fiesta RS WRC)       | Jipocar Czech National Team | P  | 21 | Martin Prokop      | Jan Tománek        | 3, 5–6 |
| M-Sport (Ford Fiesta RS WRC)       | Yazeed Racing               | P  | 30 | Yazeed Al Rajhi    | Michael Orr        | 2, 5–7 |

### No registrados
| Citroën (Citroën DS3 WRC)         | Abu Dhabi Total World Rally Team | M | 7  | Kris Meeke          | Paul Nagle         | 1–2, 5   |
| Citroën (Citroën DS3 WRC)         | Abu Dhabi Total World Rally Team | M | 7  | Stéphane Lefebvre   | Gabin Moreau       | 7        |
| Citroën (Citroën DS3 WRC)         | Abu Dhabi Total World Rally Team | M | 8  | Stéphane Lefebvre   | Gabin Moreau       | 1, 5     |
| Citroën (Citroën DS3 WRC)         | Abu Dhabi Total World Rally Team | M | 8  | Craig Breen         | Scott Martin       | 7        |
| Citroën (Citroën DS3 WRC)         | Abu Dhabi Total World Rally Team | M | 14 | Khalid Al-Qassimi   | Chris Patterson    | 2, 5     |
| Citroën (Citroën DS3 WRC)         | Abu Dhabi Total World Rally Team | M | 15 | Craig Breen         | Scott Martin       | 2        |
| Citroën (Citroën DS3 WRC)         | Felice Re                        | P | 18 | Felice Re           | Mara Bariani       | 1        |
| Citroën (Citroën DS3 WRC)         | Marcos Ligato                    | M | 81 | Marcos Ligato       | Rubén García       | 4        |
| Ford (Ford Fiesta RS WRC)         | Robert Kubica                    | P | 16 | Robert Kubica       | Maciek Szczepaniak | 1        |
| Ford (Ford Fiesta RS WRC)         | Adapta Motorsport                | M | 16 | Henning Solberg     | Ilka Minor         | 2, 4–7   |
| Ford (Ford Fiesta RS WRC)         | Benito Guerra                    | P | 16 | Benito Guerra       | Borja Rozada       | 3        |
| Ford (Ford Fiesta RS WRC)         | M-Sport World Rally Team         | M | 17 | Bryan Bouffier      | Victor Bellotto    | 1        |
| Ford (Ford Fiesta RS WRC)         | Jaroslav Melichárek              | P | 22 | Jaroslav Melichárek | Erik Melichárek    | 5        |
| Ford (Ford Fiesta RS WRC)         | FWRT s.r.l.                      | P | 37 | Lorenzo Bertelli    | Simone Scattolin   | 1–4, 6–7 |
| Ford (Ford Fiesta RS WRC)         | Federico Della Casa              | P | 81 | Federico Della Casa | Domenico Pozzi     | 6        |
| Ford (Ford Fiesta RS WRC)         | Roberto Tononi                   | P | 83 | Roberto Tononi      | Paolo Comini       | 6        |
| Mini (Mini John Cooper Works WRC) | Eurolamp World Rally Team        | P | 18 | Valeriy Gorban      | Volodymyr Korsia   | 4–7      |
| Mini (Mini John Cooper Works WRC) | Eurolamp World Rally Team        | P | 81 | Valeriy Gorban      | Volodymyr Korsia   | 2–3      |
| Mini (Mini John Cooper Works WRC) | Eurolamp World Rally Team        | P | 82 | Mait Maarend        | Mihkel Kapp        | 6        |
| Mini (Mini John Cooper Works WRC) | Eurolamp World Rally Team        | P | 95 | Mait Maarend        | Mihkel Kapp        | 2        |

## Resultados y posiciones

### Resumen
| Ronda | Nombre del evento                         | Piloto vencedor                         | Navegante vencedor                      | Equipo ganador                          | Tiempo del ganador                      |                                         |
| ----- | ----------------------------------------- | --------------------------------------- | --------------------------------------- | --------------------------------------- | --------------------------------------- | --------------------------------------- |
| 1     | 84ème Rallye Automobile Monte-Carlo       | Sébastien Ogier                         | Julien Ingrassia                        | Volkswagen Motorsport                   | 3:49:53.1                               |                                         |
| 2     | 64th Rally Sweden                         | Sébastien Ogier                         | Julien Ingrassia                        | Volkswagen Motorsport                   | 1:59:47.4                               |                                         |
| 3     | 30.º Rally Guanajuato México              | Jari-Matti Latvala                      | Miikka Anttila                          | Volkswagen Motorsport                   | 4:25:57.4                               |                                         |
| 4     | 36º Rally Argentina                       | Hayden Paddon                           | John Kennard                            | Hyundai Motorsport N                    | 3:40:52.9                               |                                         |
| 5     | 50.º Rally de Portugal                    | Kris Meeke                              | Paul Nagle                              | Abu Dhabi Total WRT                     | 3:59:01.0                               |                                         |
| 6     | 13º Rally d'Italia Sardegna               | Thierry Neuville                        | Nicolas Gilsoul                         | Hyundai Motorsport N                    | 3:35:25.8                               |                                         |
| 7     | 73rd Rally Poland                         | Andreas Mikkelsen                       | Anders Jæger                            | Volkswagen Motorsport II                | 2:37:34.4                               |                                         |
| 8     | 66th Rally Finland                        | Kris Meeke                              | Paul Nagle                              | Abu Dhabi Total WRT                     | 2:38:05.8                               |                                         |
| 9     | 34. ADAC Rallye Deutschland               | Sébastien Ogier                         | Julien Ingrassia                        | Volkswagen Motorsport                   | 3:00:26.7                               |                                         |
| 10    | 19th China Rally                          | Rally cancelado por razones climáticas) | Rally cancelado por razones climáticas) | Rally cancelado por razones climáticas) | Rally cancelado por razones climáticas) | Rally cancelado por razones climáticas) |
| 11    | 59ème Tour de Corse – Rallye de France    | Sébastien Ogier                         | Julien Ingrassia                        | Volkswagen Motorsport                   | 4:07:17.0                               |                                         |
| 12    | 52.º Rally RACC Catalunya – Costa Daurada | Sébastien Ogier                         | Julien Ingrassia                        | Volkswagen Motorsport                   | 3:13:03.6                               |                                         |
| 13    | 72nd Wales Rally GB                       | Sébastien Ogier                         | Julien Ingrassia                        | Volkswagen Motorsport                   | 3:14:30.2                               |                                         |
| 14    | 25th Rally Australia                      | Andreas Mikkelsen                       | Anders Jæger                            | Volkswagen Motorsport II                | 2:46:05.7                               |                                         |

### Campeonato Mundial FIA de Pilotos
| Posición | 1° | 2° | 3° | 4° | 5° | 6° | 7° | 8° | 9° | 10° |
| Puntos   | 25 | 18 | 15 | 12 | 10 | 8  | 6  | 4  | 2  | 1   |

| Pos. | Piloto             | MON | SWE | MEX | ARG | POR | ITA | POL | FIN | ALE | CHN | FRA | ESP | GBR | AUS | Puntos |
| ---- | ------------------ | --- | --- | --- | --- | --- | --- | --- | --- | --- | --- | --- | --- | --- | --- | ------ |
| 1    | Sébastien Ogier    | 1   | 1   | 21  | 23  | 31  | 31  | 61  | 24  | 13  | C   | 13  | 12  | 1   | 21  | 268    |
| 2    | Thierry Neuville   | 3   | 14  | Ret | 6   | 29  | 1   | 43  | 41  | 31  | C   | 2   | 3   | 3   | 32  | 160    |
| 3    | Andreas Mikkelsen  | 23  | 42  | Ret | 3   | 23  | 13  | 1   | 7   | 4   | C   | 32  | Ret | 122 | 1   | 154    |
| 4    | Hayden Paddon      | 25  | 2   | 53  | 1   | Ret | Ret | 3   | 52  | 5   | C   | 6   | 4   | 4   | 4   | 138    |
| 5    | Dani Sordo         | 62  | 6   | 4   | 42  | 4   | 4   | Ret | WD  | 2   | C   | 7   | 23  | 6   | 53  | 130    |
| 6    | Jari-Matti Latvala | Ret | 26  | 12  | 16  | 62  | 23  | 52  | 23  | 482 | C   | 4   | 141 | 7   | 9   | 112    |
| 7    | Mads Østberg       | 4   | 3   | 3   | 5   | 7   | Ret | 8   | 6   | 6   | C   | 9   | 5   | 8   | 6   | 102    |
| 8    | Ott Tänak          | 7   | 5   | 6   | 15  | Ret | 5   | 2   | Ret | 23  | C   | 10  | 6   | 21  | 7   | 88     |
| 9    | Kris Meeke         | Ret | 233 |     |     | 1   |     |     | 1   |     | C   | 161 | Ret | 5   |     | 64     |
| 10   | Craig Breen        |     | 8   |     |     |     |     | 7   | 3   |     | C   | 5   | 10  | Ret |     | 36     |
| 11   | Eric Camilli       | Ret | Ret | 16  | 8   | 5   | 6   | 10  | Ret | 50  | C   | 8   | 19  | 10  | Ret | 28     |
| 12   | Esapekka Lappi     | 9   | 12  |     |     |     | 21  | 14  | 8   | 7   | C   |     |     | 11  | 8   | 16     |
| 13   | Stéphane Lefebvre  | 5   |     |     |     | 35  |     | 9   |     | Ret | C   |     |     | 9   |     | 14     |
| 14   | Henning Solberg    |     | 7   |     | 9   | 27  | 7   | 15  | 12  |     | C   |     |     | WD  |     | 14     |
| 15   | Martin Prokop      |     |     | 7   |     | 8   | 9   |     |     |     | C   |     | Ret |     |     | 12     |
| 16   | Kevin Abbring      |     |     |     |     | Ret | 152 |     | 9   |     | C   | Ret | 7   | Ret |     | 10     |
| 17   | Pontus Tidemand    |     | 11  |     |     | 9   |     | 19  | Ret | 8   | C   |     | 9   | 13  |     | 8      |
| 18   | Teemu Suninen      | 12  | 10  | 9   |     | 45  | 8   | 11  | 10  | 56  | C   | 15  | 28  | 14  |     | 8      |
| 19   | Jan Kopecký        |     |     |     |     | 19  | 10  |     |     | 9   | C   | 12  | 8   | 16  | WD  | 7      |
| 20   | Marcos Ligato      |     |     |     | 7   |     |     |     | 44  |     | C   |     |     |     |     | 6      |
| 21   | Elfyn Evans        | 8   | 9   |     | 17  | 30  |     | 13  | 11  |     | C   | 11  |     | WD  |     | 6      |
| 22   | Lorenzo Bertelli   | Ret | Ret | 8   | 13  | WD  | Ret | 12  | Ret | WD  | C   | 17  | 11  | 15  | 10  | 5      |
| 23   | Armin Kremer       | 10  |     | 19  |     |     | 12  | Ret |     | 10  | C   |     | Ret |     |     | 2      |
| 24   | Nicolás Fuchs      |     |     | 14  | 10  | 10  | Ret | 20  |     |     | C   |     |     | 21  | 11  | 2      |
| 25   | Valeriy Gorban     |     | 24  | 10  | Ret | Ret | 28  | 27  | 21  |     | C   |     | 15  | 37  |     | 1      |
| -    | Yazeed Al Rajhi    |     | Ret |     |     | 11  | Ret | 17  | Ret |     |     |     |     |     |     | 0      |
| -    | Benito Guerra      |     |     | 13  |     |     |     |     |     |     |     |     |     |     |     | 0      |
| -    | Khalid Al-Qassimi  |     | 19  |     |     | 26  |     |     | 16  |     |     |     | 12  |     |     | 0      |
| -    | Felice Re          | 20  |     |     |     |     |     |     |     |     |     |     |     |     |     | 0      |
| -    | Mait Maarend       |     | 34  |     |     |     | Ret |     |     |     |     |     |     |     |     | 0      |

| Color     | Resultado                                              |
| Oro       | Ganador                                                |
| Plata     | 2ª plaza                                               |
| Bronce    | 3ª plaza                                               |
| Verde     | Finalizó (diez primeros)                               |
| Azul      | Finalizó                                               |
| Violeta   | No terminó (Ret)                                       |
| Negro     | Descalificado (DES)                                    |
| Blanco    | No empezó (DNS)                                        |
| Blanco    | Excluido (EX)                                          |
| Blanco    | Lesionado (LES)                                        |
| Sin color | No participó                                           |
| x1        | Puntos extra                                           |
| (x)       | Entre paréntesis, puntos no computables para el total. |

### Campeonato Mundial FIA de Constructores
| Posición | 1° | 2° | 3° | 4° | 5° | 6° | 7° | 8° | 9° | 10° |
| Puntos   | 25 | 18 | 15 | 12 | 10 | 8  | 6  | 4  | 2  | 1   |